# Blake Heron
Blake Heron (Sherman Oaks, 11 gennaio 1982 – Los Angeles, 8 settembre 2017) è stato un attore statunitense.
Dopo il divorzio dei suoi genitori, Blake si è trasferito con sua madre ad Atlanta (Georgia), quindi a New York, poi a Burbank (California), dove Blake ha cominciato la sua carriera cinematografica.

## Ruoli
All'età di 13 anni ha fatto il suo debutto cinematografico nel film Disney Le avventure di Tom Sawyer e Huck Finn (1995), quindi ha preso parte alla serie televisiva Reality Check. Quando la serie non proseguì, Blake recitò in diversi film realizzati sempre per il piccolo schermo, tra cui Trilogia del terrore II (1996). Nello stesso anno è stato scelto per il ruolo di Marty Preston in Shiloh, un cucciolo per amico. Tra il 1997 e il 1998 il telefilm Nick Freno ha rappresentato il suo ruolo più importante per la giovane età che aveva allora: Heron interpretava il galante Jordan Wells.
Dopo essersi diplomato al liceo nel 2000, Blake si è allontanato dai personaggi infantili per incarnarne di più seri: nello stesso anno infatti è un oscuro adolescente cospiratore sia in Blast che nel televisivo Truffa al liceo. Dopo essere apparso in singoli episodi di serie televisive come Boston Public (2000), The Guardian e In tribunale con Lynn (2002), sempre nel 2002 Heron ha interpretato il ruolo di Galen Bungum nel film We Were Soldiers - Fino all'ultimo uomo.
L'8 settembre 2017 Heron è stato trovato morto nella sua casa di Los Angeles all'età di 35 anni.

## Filmografia

### Cinema
- Shiloh, un cucciolo per amico (Shiloh), regia di Dale Rosenbloom (1996)
- Blast, regia di Martin Schenk (2000)
- Wind River, regia di Tom Shell (2000)
- We Were Soldiers - Fino all'ultimo uomo (We Were Soldiers), regia di Randall Wallace (2002)
- Ore 11:14 - Destino fatale (11:14), regia di Greg Marcks (2003)
- Dandelion, regia di Mark Milgard (2004)
- Benjamin Troubles, regia di Kai Ephron (2015)
- No Solicitors, regia di John Callas (2017)
- A Thousand Junkies, regia di Tommy Swerdlow (2017)
- Dirt, regia di Alex Ranarivelo (2017)

### Televisione
- La famiglia Brock (Picket Fences) - serie TV, 1 episodio (1995)
- Reality Check - serie TV (1995)
- Cybill - serie TV, 1 episodio (1995)
- Le avventure di Tom Sawyer e Huck Finn (Tom and Huck), regia di Peter Hewitt (1995)
- Andersonville - film TV (1996)
- Don't Look Back - film TV (1996)
- Trilogia del terrore II (Trilogy of Terror II) - film TV (1996)
- I viaggi del cuore (Journey of the Heart) - film TV (1997)
- Nick Freno: Licensed Teacher - serie TV, 21 episodi (1997-1998)
- Rescue 77 - serie TV, 1 episodio (1999)
- G vs E - serie TV, 6 episodi (1999-2000)
- Ultime dal cielo (Early Edition) - serie TV, 1 episodio (2000)
- Truffa al liceo (Cheaters) - film TV (2000)
- E.R. - Medici in prima linea (ER) - serie TV, 1 episodio (2000)
- Boston Public - serie TV, 1 episodio (2000)
- The Guardian - serie TV, 1 episodio (2002)
- In tribunale con Lynn (Family Law) - serie TV, 1 episodio (2002)
- The Practice - Professione avvocati (The Practice) - serie TV, 1 episodio (2004)
- Wanted - serie TV, 1 episodio (2005)
- Justified - L'uomo della legge (Justified) - serie TV, 1 episodio (2012)
- In fuga per amore (Escape from Polygamy) - film TV (2013)
- NCIS: New Orleans - serie TV, 1 episodio (2015)
- Criminal Minds - serie TV, 1 episodio (2015)
- Dive - film TV (2017)